# 加尔采沃农村居民点
加尔采沃农村居民点（俄语：Гарцевское сельское поселение）是俄罗斯联邦布良斯克州斯塔罗杜布区所属的一个农村居民点。其下辖有18个居民点，行政中心为加尔采沃。据2015年统计，该农村居民点的人口为1085人。